# With Shivering Hearts We Wait
With Shivering Hearts We Wait é o sexto álbum de estúdio da banda sueca Blindside, lançado mundialmente em 7 de Junho de 2011.

## Faixas
1. "There Must Be Something in the Water" - 3:58
2. "My Heart Escapes" - 3:42
3. "Monster on the Radio" - 3:11
4. "It's All I Have" - 3:51
5. "Bloodstained Hollywood Ending" - 3:15
6. "Our Love Saves Us" - 3:29
7. "Bring Out Your Dead" - 3:41
8. "Withering" - 3:35
9. "Cold" - 3:23
10. "There Must Be Something in the Wind" - 7:03

## Créditos
- Christian Lindskog - vocal
- Simon Grenehed - guitarra
- Tomas Näslund - Baixo
- Marcus Dahlström - Bateria, programação
- Joel Dean - compositor de Our Love Saves Us